# Sebastián Battaglia
Sebastián Alejandro Battaglia (* 8. November 1980 in Santa Fe) ist ein ehemaliger argentinischer Fußballspieler, der vorwiegend im defensiven Mittelfeld eingesetzt wurde.

## Karriere
Mit Ausnahme des Jahres 2004, in dem er für den FC Villarreal spielte, stand Sebastián Battaglia während seiner gesamten Profikarriere bei den Boca Juniors unter Vertrag.
Mit 16 Titeln, die Battaglia mit Boca gewonnen hat, ist er, gemeinsam mit dem ebenso oft erfolgreichen Guillermo Barros Schelotto, der erfolgreichste Spieler in der Geschichte der Xeneizes.
Zu diesen Titeln zählen sechs argentinische Meisterschaften, vier Erfolge in der Copa Libertadores (2000, 2001, 2003 und 2007), dem südamerikanischen Gegenstück zur europäischen Champions League, und zwei Erfolge im Weltpokal (2000 und 2003).
Darüber hinaus kam Battaglia zehnmal im Trikot seines Heimatlandes zum Einsatz.

## Erfolge
- Argentinischer Meister: Clausura 1999, Apertura 2000, Apertura 2003, Apertura 2005, Clausura 2006, Apertura 2008
- Copa Libertadores: 2000, 2001, 2003, 2007
- Weltpokal: 2000, 2003
- Copa Sudamericana: 2005
- Recopa Sudamericana: 2005, 2006, 2008